# Sibylle de Clèves
Sibylle de Clèves (17 janvier 1512 - 21 février 1554) est électrice consort de Saxe de 1532 à 1547.

## Biographie
Sibylle est la fille du duc Jean III de Clèves et de son épouse Marie de Juliers-Berg. Elle épouse le 9 février 1527 à Torgau Jean-Frédéric Ier de Saxe, électeur de Saxe. Quatre enfants sont nés de cette union :
- Jean-Frédéric II (1529-1595), duc de Saxe-Cobourg-Eisenach. En 1555 il épousa Agnès de Hesse (morte en 1555), fille du landgrave Philippe Ier de Hesse, puis en 1558 il épousa Élisabeth du Palatinat, fille de l'électeur palatin du Rhin Frédéric III ;
- Jean-Guillaume, duc de Saxe-Weimar (1530-1573) ;
- Jean-Ernest (1535) ;
- Jean-Frédéric III duc de Saxe-Gotha (1538-1565).

## Article lié
- Maître HB à la tête de griffon